# Тюрьма 3000 года
«Тюрьма 3000 года» (англ. Caged Heat 3000) — эксплуатационный фильм 1995 года жанра женщины в тюрьме. Другое название картины: «Пленённый жар 3000». 

## Сюжет
Действие фильма разворачивается в 3020 году в женской исправительной колонии «Орион». Эта колония находится далеко в космосе. Фильм повествует о преступлениях и безобразиях, которые творятся в этой тюрьме, о бесчинстве охранников, о наркотиках и о жестокостях людей.
Героиня фильма, Кира Мерфи, не из их среды. Она отправлена в тюрьму по неправомерному обвинению в преступлении и пытается там защищаться. Но вскоре видит, что попала в центр схватки женской банды.

## В ролях
- Лиза Бойл — Кира Мерфи
- Дебра К. Битти — Билли
- Марк Сайкс — Диллон
- Шарлин Белл — вторник
- Хилари Каммингс — Кэнди
- Дебра Жан Роджерс — Галаксина
- Линн Росс — Луде
- Кэрри Жан Микс — Линда
- Катрин Гард
- Келли Суини — Луси
- Занета Полард — Луси

## Съёмочная группа
- Продюсеры: Роджер Кормэн, Майк Эллиот, Майк Аптон
- Оператор: Джон Б. Аронсон
- Сценарист: Эмиле Дюпон
- Композитор: Дэниэл В. Адамс
- Режиссёр: Аарон Осборн

## Слоган
«3000 years. 2000 women. 1000 ways to punish them!» (3000 лет. 2000 женщин. 1000 способов наказать их!)